# Štefanovce (powiat Preszów)
Štefanovce (węg. Istvánvágás) – wieś (obec) na Słowacji położona w kraju preszowskim, w powiecie Preszów. Pierwsza pisemna wzmianka o miejscowości pochodzi z roku 1331.